# 克里斯滕·费尔贝尔

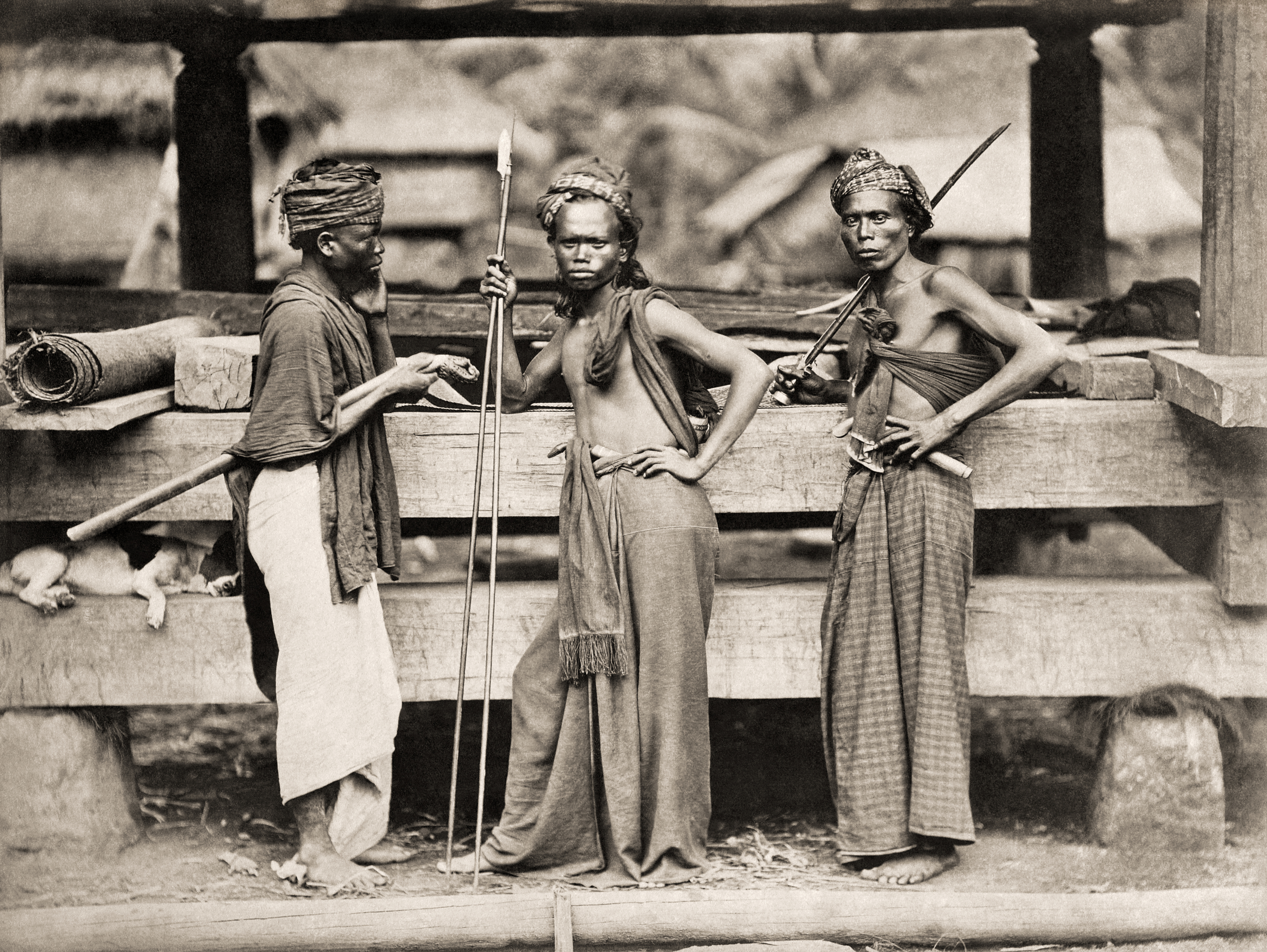
三个巴塔克武士拿着长矛和剑站在木制建筑前面，狗趴在左边的两根木梁之间。克里斯滕·费尔贝尔拍摄于约1870年。

克里斯滕·费尔贝尔（Kristen Feilberg，1839年8月26日—1919年），早期丹麦摄影师，他拍摄的照片超过了丹麦的边界。1860年代至1890年代，费尔贝尔参加了到苏门答腊、新加坡和槟城的探险。1867年，他的照片在巴黎世界博览会展出。大约1870年，他参加了荷兰探险家C·德哈恩担任领队的到苏门答腊岛东部巴塔克地区的远征，从那里成功拍摄45组照片。